# Koninklijke tapijtmanufactuur van Santa Bárbara
Koninklijke tapijtmanufactuur van Santa Bárbara (Spaans: Real Fábrica de Tapices de Santa Bárbara) is een Spaanse manufactuur in Madrid die sinds de 18e eeuw polychrome wandtapijten vervaardigt in opdracht van het Spaanse hof.

## Geschiedenis
De manufactuur werd in 1721 opgericht door koning Filips V van Spanje om de grote verzameling kostbare Vlaamse wandtapijten in Madrid te laten onderhouden. Dit onderhoud gebeurde sinds eeuwen door ervaren Vlaamse tapijtwevers die in Madrid verbleven. Door de Pragmatieke Sanctie verloor Spanje de Nederlandse gebieden, waaronder Vlaanderen. De manufactuur levert hoogstaande kwaliteit en werkte samen met hoofdzakelijk Spaanse kunstenaars, zoals Francisco Goya, Picasso en Dalí.

## Wandtapijten
De meeste wandtapijten bevinden zich in Spaanse verzamelingen. Enkele exemplaren bevinden zich in andere landen, waaronder vier wandtapijten ontworpen door Goya, geschonken door koningin Isabella (koninklijke verzameling van België te Brussel).